# ルダ・シロンスカ
ルダ・シロンスカ（Ruda Śląska [ˈruda ˈɕlɔ̃ska] ( 音声ファイル) 、シレジア語:Ruda Śląska）は、カトヴィツェの近くにある、ポーランド南部シロンスク県の都市。人口は約13万人。シレジア高地にあり、オーデル川の支流であるクウォドニツァ川が流れる。
1999年よりシロンスク県に属する。以前はカトヴィツェ県（en:Katowice Voivodeship）に属していた。ルダ・シロンスカは270万人のカトヴィツェ都市圏の都市の一つである。

## 地区
ルダ・シロンスカは次の地区に分けられている。
| - ビェルショヴィツェ - ビコヴィナ - Chebzie - チャルヌィ・ラス - ゴドゥラ - ハレンバ - コフウォヴィツェ - ノヴィ・ビトム - オジェグフ - ルダ - ヴィレク |

## 歴史

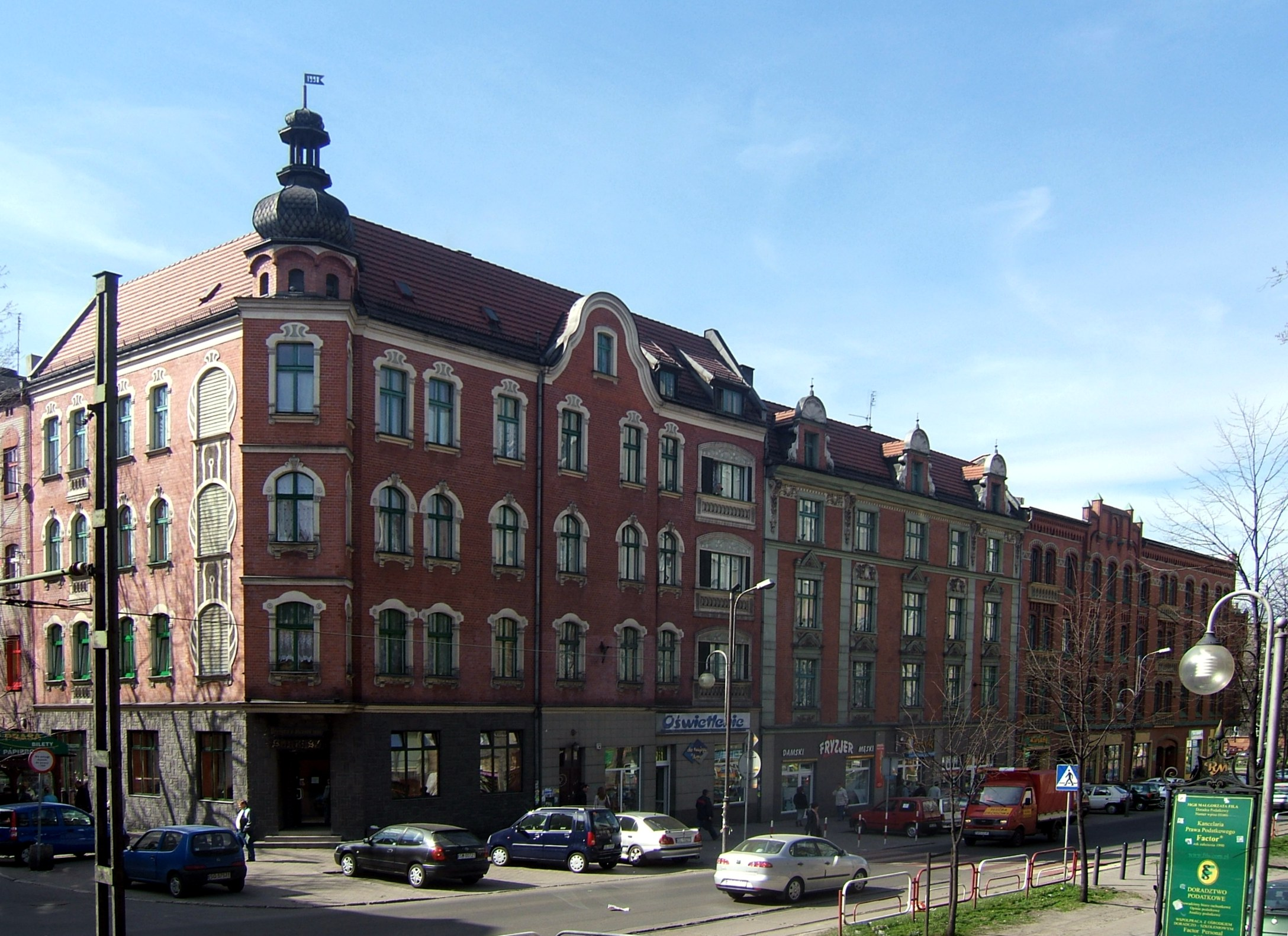
ルダ・シロンスカの通り

大きな村が1243年には、今日の町の中心の位置に存在したことが分かっている。
この地区は19世紀から20世紀初頭にかけて急な工業化（石炭、鋼鉄、亜鉛）を経験した。しかしながら、ルダ・シロンスカが行政的に結合したとき、1950年代までの村と産業の居留地の一群のままだった。決して本当に統一した都市に発展していない。
1989年の共産主義の崩壊のあと、重要な重工業は大規模に減じられたり、再編成された。この地区はサービスが基盤の経済に変わりつつある。有名なまだ操業している炭坑はハレンバ炭坑である。
2007年から、ルダ・シロンスカはポーランド最大の大都市圏である上シレジア都市圏連合の一員となっている。

## 交通とインフラ
重要な道路はアウトバーンA4やDTS(en:Drogowa Trasa Średnicowa)がある。また、いくつかの小さな駅があるが、ほとんどはカトヴィツェ―グリヴィツェ線の駅である。
1950年から、ルダ・シロンスカは通信設備の敷地であり、1950年から1988年まで中周波のラジオ放送で使っていた。

## 高い教育
隣の都市のカトヴィツェやグリヴィツェは大きな学問の中心地である。ルダ・シロンスカは高等商業学校の中心地である。（Wyższa Szkoła Handlowa）

## スポーツ
- en:Zgoda Ruda Śląska - en:Polish Ekstraklasa Women's Handball Leagueでプレーする女性ハンドボールチーム。2004年優勝、2003/2004シーズン6位。

## 出身有名人
- マクシミリアン・ツィモロング - ホルン奏者
- マレク・プワブゴ - 陸上競技選手
- オティリア・イェジェイチャク - 女子競泳選手（2004年アテネオリンピック200mバタフライ金メダリスト、200mバタフライ元世界記録保持者）
- エルンスト・ポール - サッカー選手
- アルトゥル・ソビエフ - サッカー選手
- カミル・グラバラ - サッカー選手
- Günter Bialas - 作曲家
- Karl Godulla
- Erwin Wilczek
- Marcin Baszczynski
- Paweł Cyganek
- Franciszek Bukal

ルダ・シロンスカはレフ・ヴァウェンサが訪れなかった、ポーランドで一番大きな人口の中心地である。